# Leendertz en Co. en Carbasius Bank
Het gebouw van de Leendertz en Co. en Carbasius Bank was het gebouw van een Nijmeegse bank die bestond tussen 1905 en 1920. Het gebouw heeft de status van gemeentelijk monument.

## Voorgeschiedenis
Op 26 april 1905 werd bekend gemaakt dat P. Leendertz en Co. en de Gelderse Effecten- en Wisselbank Carbasius & Co een vennootschap waren aangegaan en dat zij onder de naam Leendertz en Co. en Carbasius Bank op 1 mei de deuren zouden openen. Het kantoor was voorheen gevestigd aan de Broekhuyzenstraat No9 en verhuisde in 1910 naar het gebouw aan de Marienburg. De economische crisis (1919-1923) was een doodsteek. Officieel is de bank geliquideerd in 1920. Ze werd overgenomen door de Nijmeegsche Bankvereeniging Van Engelenburg & Schippers. Het linkse gedeelte van het gebouw nam de bank over.

## Gebouw
Architect Wilhelmus Johannes Maurits ontwierp het bankgebouw in eclectische trant met een diversiteit aan motieven en stijlinvloeden zoals art nouveau. Het pand werd in 1949 verbouwd door Charles Estourgie en samengevoegd met de Bijbank van De Nederlandsche Bank tot de Geldersche Spaarbank Nijmegen. In 1970 en 1974 is het gebouw opnieuw verbouwd. Het pand heeft anno 2018 een horecabestemming.